# João Lucas de Almeida Carvalho
João Lucas de Almeida Carvalho (Belo Horizonte, Minas Gerais, Brasil, 9 de marzo de 1998), conocido solo como João Lucas, es un futbolista brasileño. Juega de lateral derecho y su equipo actual es el EC Juventude  de la Serie A de Brasil.

## Trayectoria

### Bangu
João Lucas comenzó su carrera profesional en 2019 con el Bangu, jugó ocho encuentros por el Campeonato Carioca.

### Flamengo
El 9 de mayo de 2019, el Flamengo anunció el fichaje de João Lucas.

## Estadísticas
Actualizado al último partido disputado el 16 de agosto de 2020.
| Bangu · Brasil                                                                   | Est.          | 2019          | - | - | 8  | 0 | 0 | 0 | - | - | 8  | 0 |
| Bangu · Brasil                                                                   | Total club    | Total club    | 0 | 0 | 8  | 0 | 0 | 0 | 0 | 0 | 8  | 0 |
| Flamengo · Brasil                                                                | 1.ª           | 2019          | 6 | 0 | -  | - | 0 | 0 | 0 | 0 | 6  | 0 |
| Flamengo · Brasil                                                                | 1.ª           | 2020          | 1 | 0 | 5  | 1 | 0 | 0 | 1 | 0 | 7  | 1 |
| Flamengo · Brasil                                                                | Total club    | Total club    | 7 | 0 | 13 | 1 | 0 | 0 | 0 | 0 | 13 | 1 |
| Total carrera                                                                    | Total carrera | Total carrera | 7 | 0 | 13 | 1 | 0 | 0 | 0 | 0 | 21 | 1 |
| (1) Incluye datos de la Copa de Brasil (2) Incluye datos de la Copa Libertadores |               |               |   |   |    |   |   |   |   |   |    |   |

## Palmarés

### Títulos estatales
| Título             | Club     | Estado         | Año  |
| ------------------ | -------- | -------------- | ---- |
| Campeonato Carioca | Flamengo | Río de Janeiro | 2020 |

### Títulos nacionales
| Título              | Club     | País   | Año  |
| ------------------- | -------- | ------ | ---- |
| Serie A             | Flamengo | Brasil | 2019 |
| Supercopa de Brasil | Flamengo | Brasil | 2020 |
| Serie A             | Flamengo | Brasil | 2020 |
| Supercopa de Brasil | Flamengo | Brasil | 2021 |

### Títulos internacionales
| Título              | Club     | Sede            | Año  |
| ------------------- | -------- | --------------- | ---- |
| Copa Libertadores   | Flamengo | América del Sur | 2019 |
| Recopa Sudamericana | Flamengo | América del Sur | 2020 |